# AES Tietê
A AES Tietê Energia S.A. foi uma empresa geradora de energia elétrica do Brasil, pertencente ao grupo AES Brasil atuante principalmente no Estado de São Paulo. Com um parque gerador composto por nove usinas hidrelétricas e três Pequenas Centrais Hidrelétricas (PCH's), com capacidade instalada de 2.658 MW e garantia física bruta de 1.247 MW médios, localizadas nos rios Tietê, Grande, Pardo e Mogi-Guaçu, nas regiões central e noroeste do Estado de São Paulo.
Possuía ações preferenciais (PN) e ordinárias(ON) negociadas na Bolsa de Valores de São Paulo (B3). Foi incorporada pela AES Brasil.

## Histórico
Em 1999, o grupo AES adquiriu a Companhia de Geração de Energia Elétrica Tietê, uma das três empresas criadas no processo de cisão da Companhia Energética de São Paulo (CESP) para privatização. A empresa, até então denominada AES Tietê S.A., manteve o parque de 12 usinas hidrelétricas e é controlada, desde 2003, pela Companhia Brasiliana de Energia – holding formada pela AES Corp e o BNDES (Banco Nacional de Desenvolvimento Econômico e Social).
A AES Tietê S.A. tem concessão de 30 anos (até 2029) para a fonte hidráulica e quase a totalidade de sua energia assegurada estava contratada, até 2015, por meio de um contrato bilateral de compra e venda de energia elétrica com a AES Eletropaulo. Considerando o vencimento em dezembro de 2015 do contrato de energia com a AES Eletropaulo, a AES Tietê S.A. iniciou em 2012 sua estratégia de comercialização de energia para negociar a maior parcela de sua energia disponível no Ambiente de Contratação Livre (ACL).
Em julho de 2011, a Companhia finalizou a construção da PCH São Joaquim, em São João da Boa Vista (SP), que somou 3 MW à capacidade instalada da AES Tietê S.A. e que fica localizada no Rio Jaguari – Mirim. Há ainda a unidade PCH São José, também localizada no Rio Jaguari-Mirim, com 4 MW de capacidade instalada, na qual a construção foi finalizada no início de 2012.
Em 31 de dezembro de 2015, foi finalizada a reestruturação societária da AES Tietê S.A. e de sua controladora, a Companhia Brasiliana de Energia. Nessa reestruturação, a AES Tietê S.A incorporou a a AES Rio PCH Ltda. e, posteriormente, foi incorporada pela Companhia Brasiliana de Energia. A denominação da Companhia resultante foi alterada para AES Tietê Energia S.A..
Em novembro de 2020, a AES Tietê renova sua marca e passa a se chamar AES Brasil.
Em novembro de 2021, a AES Tietê Energia S.A. é incorporada pela AES Brasil Operações S.A..

## Energias renováveis
Além da fonte hidráulica, a Companhia incluiu em seu portfólio a fonte eólica, em agosto de 2017, por meio da aquisição do Complexo Eólico Alto Sertão II com capacidade instalada de 386,1 MW e energia contratada por 20 anos por meio de Leilão de Energia de Reserva (LER) e Leilão de Energia Nova A-3 (LEN) realizados em 2010 e 2011, cujos contratos expiram em 2033 e 2035, respectivamente.
A fonte solar passou a fazer parte do portfólio da AES Tietê Energia em agosto de 2017 após a conclusão da aquisição do Complexo Solar Boa Hora, com capacidade total projetada de 91 MWp (75 MWac). A planta foi outorgada no 8o Leilão de Energia de Reserva realizado em 13 de novembro de 2015 com o direito de fornecimento de energia contratada por 20 anos e início de operação comercial previsto para novembro de 2018. Adicionalmente, a Companhia obteve no 25o Leilão de Energia Nova A-4/2017 o direito de comercializar, no mercado regulado, energia a ser gerada pelo Complexo Solar Água Vermelha II, que será construído em conjunto com o Complexo Solar Boa Hora. A AGV Solar possui uma capacidade instalada projetada de 94 MWp (75 MWac) e energia contratada por 20 anos. A entrada em operação comercial do complexo solar está prevista para meados de 2019. Ainda a respeito da fonte solar, a Companhia assinou um acordo de investimentos para a aquisição do Complexo Solar Bauru, com capacidade instalada projetada de 180 MWp (150 MWac) e localizado no município de Guaimbê, no Estado de São Paulo. A planta foi outorgada no 6o Leilão de Energia de Reserva realizado em 31 de outubro de 2014, com energia contratada por 20 anos. 

## Usinas
| Nome              | Tipo                               | Potência instalada (MW)        | Cidade                     | Inauguração |
| ----------------- | ---------------------------------- | ------------------------------ | -------------------------- | ----------- |
| Água Vermelha     | Usina hidrelétrica - UHE           | 6UGs x 232,7 = 1396,2          | Ouroeste - SP              | 1978        |
| Bariri            | Usina hidrelétrica - UHE           | 3UGs x 47,7 = 143,1            | Boracéia - SP              | 1965        |
| Barra Bonita      | Usina hidrelétrica - UHE           | 4UGs x 35,19 = 140,76          | Barra Bonita - SP          | 1963        |
| Caconde           | Usina hidrelétrica - UHE           | 1UG x 39,2 e 1UG x 41,2 = 80,4 | Caconde - SP               | 1966        |
| Euclides da Cunha | Usina hidrelétrica - UHE           | 4UGs x 27,2 = 108,8            | São José do Rio Pardo - SP | 1960        |
| Ibitinga          | Usina hidrelétrica - UHE           | 3UGs x 43,8 = 131,4            | Ibitinga - SP              | 1969        |
| Limoeiro          | Usina hidrelétrica - UHE           | 2UGs x 16 = 32                 | Mocóca - SP                | 1958        |
| Mogi-Guaçu        | Pequena central hidrelétrica - PCH | 2UGs x 3,6 = 7,2               | Mogi Guaçu - SP            | 1999        |
| Nova Avanhandava  | Usina hidrelétrica - UHE           | 3UGs x 115,8 = 347,4           | Buritama – SP              | 1982        |
| Promissão         | Usina hidrelétrica - UHE           | 3UGs x 88 = 264                | Promissão – SP             | 1975        |
| São José          | Pequena central hidrelétrica - PCH |                                |                            | 2011        |
| São Joaquim       | Pequena central hidrelétrica - PCH |                                |                            |             |

## Prêmios
Segundo a pesquisa FIA Employee Experience, a empresa foi reconhecida como um lugar incrível para trabalhar, porte médio, no Brasil, em 2020.

## Eclusas
A AES Tietê opera seis eclusas na Hidrovia Tietê - Paraná.